# Schloss Weissenegg

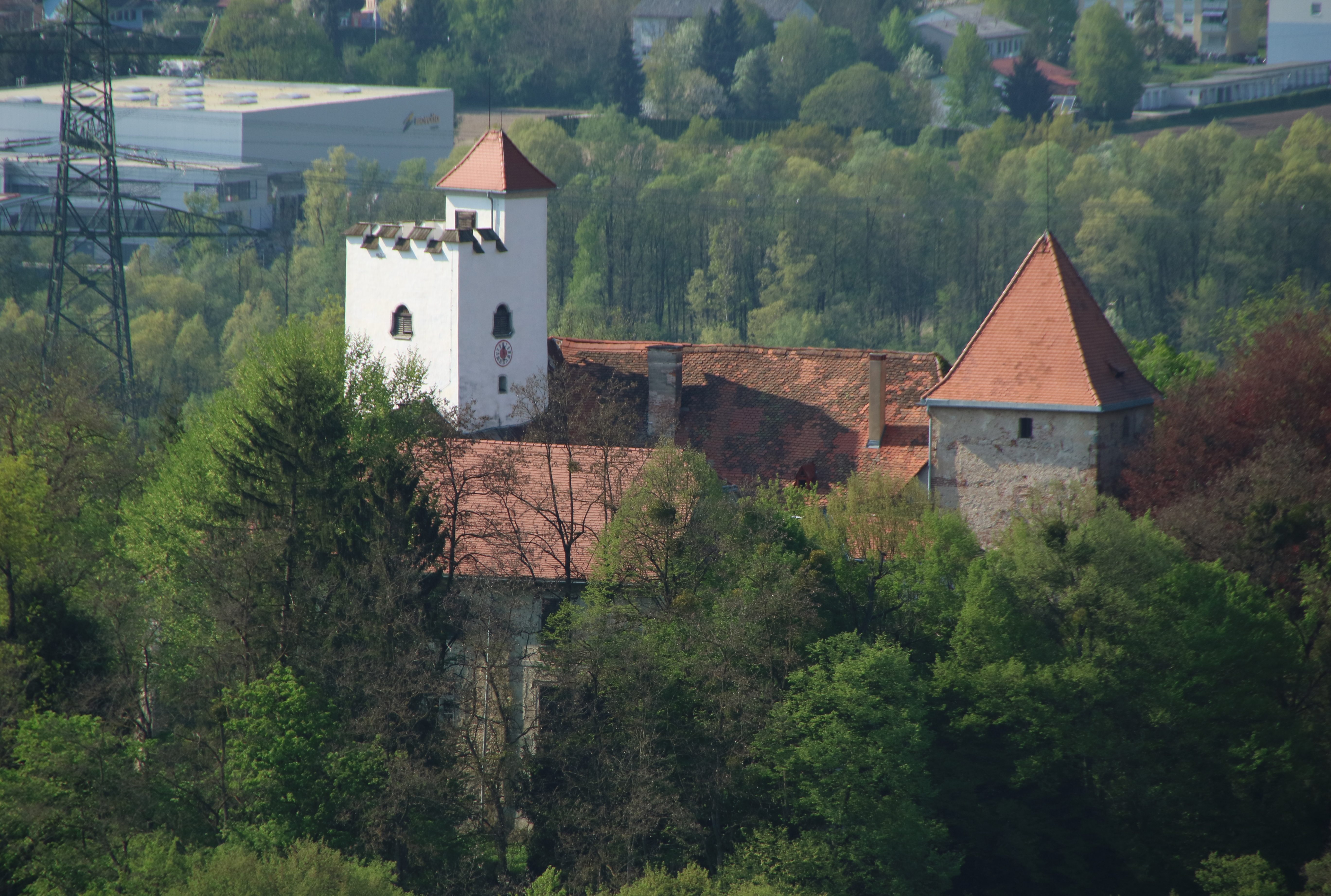
Schloss Weissenegg von Südosten

Das Schloss Weissenegg liegt im Ortsteil Dillach in der Gemeinde Fernitz-Mellach in der Steiermark. Die Geschichte des Anwesens führt bis zum Ende des 13. Jahrhunderts zurück. Es befindet sich heute in Privatbesitz.

## Lage
Das Schloss befindet sich in der ehemaligen Gemeinde Mellach, Schlossweg 1. Es steht auf einem steilen Hügelrücken am südlichen Rand des Grazer Beckens.

## Geschichte

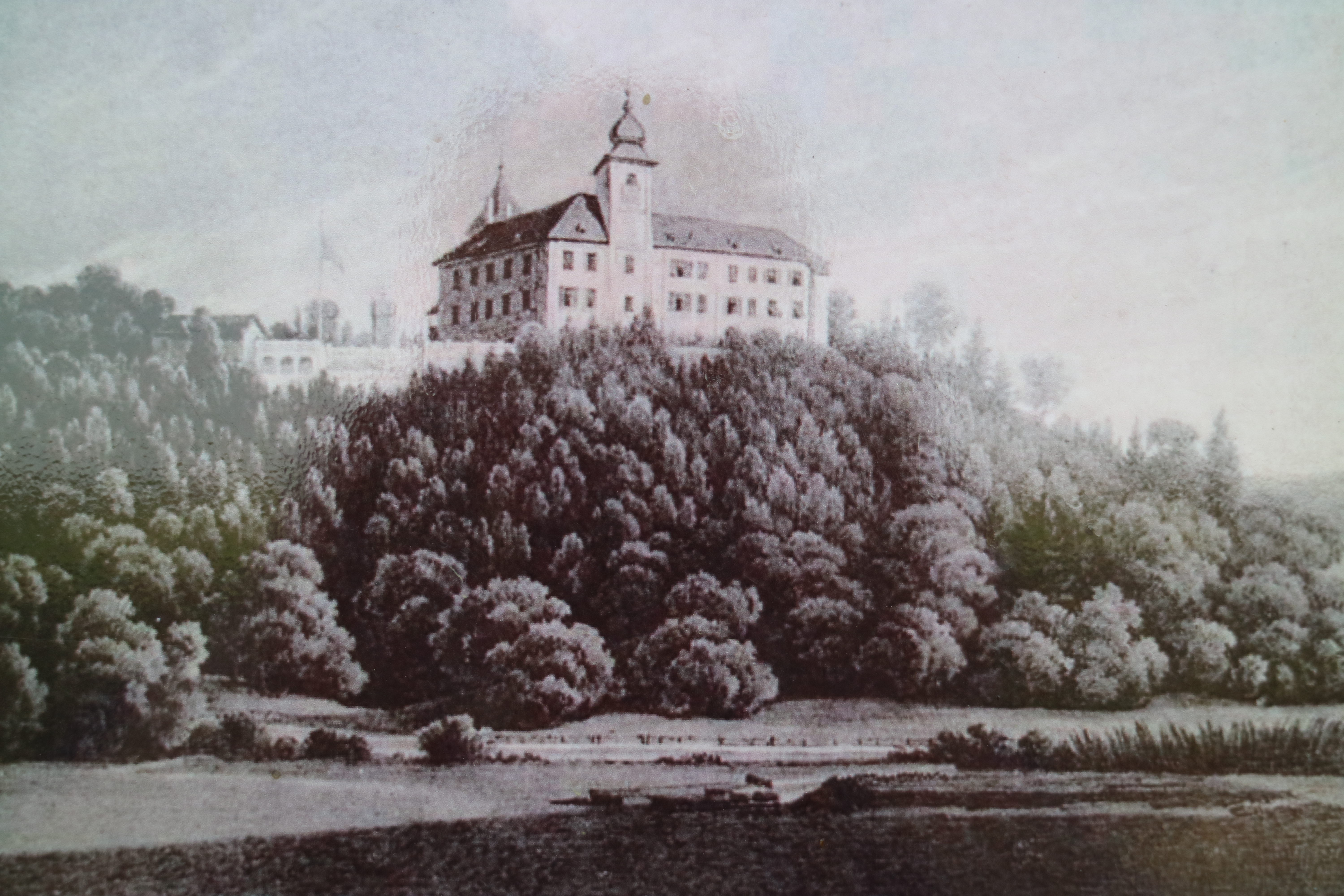
Das Schloss im 19. Jahrhundert

Am Ende des 13. Jahrhunderts wurde von Konrad von Thurn ein „Thürndl“ genannter Wehrsitz an der Stelle des heutigen Schlosses errichtet. Zwischen 1363 und 1456 war er ein Lehen der Grafen von Cilli. Im Jahr 1505 kam das Anwesen an Jörg von Weissenegg. Seine Familie baute den Wehrsitz zu einem Schloss aus. Sie war bis ins 17. Jahrhundert im Besitz des Anwesens. Ab dem 17. Jahrhundert bis in das Jahr 1923 kam es zu häufigem Besitzerwechsel. Zwischen 1923 und 1981 war das Schloss im Besitz der Grafen von Trauttmansdorff. Heute befindet es sich weiterhin in Privatbesitz.

## Architektur
Das Schloss ist ein dreigeschoßiger Bau um einen rechteckigen Innenhof und dem Grundriss eines unregelmäßigen Fünfecks. Die Arkadengänge im Innenhof mit Säulenarkaden und Sgraffitodekoration aus dem 16. Jahrhundert. Der Kern des Nordwestturmes stammt aus dem 13. Jahrhundert, ein Teil des westlichen Flügels aus dem 15. Jahrhundert, die Arkaden aus dem 16. Jahrhundert. An der östlichen und westlichen Seite des Schlosses wurden zwei quadratische Türme angebaut. Der westliche Turm erhielt am Ende des 19. Jahrhunderts statt der ursprünglichen Zwiebelhaube einen Zinnenkranz. Das Einfahrtstor zum Innenhof befindet sich an der Nordseite des Gebäudes. Der ehemalige Halsgraben mit einer Brücke zum Tor wurde eingeebnet. Die Stärke der Innenhofmauer des Nordflügels lässt darauf schließen, dass sie ursprünglich eine Außenmauer war, anschließend an den Nordwestturm, vermutlich den ehemaligen Bergfried. Im östlichen Flügel sind Teile eines Wehrgangs erhalten. Teile der ehemaligen Bastionen waren und dienen heute als Stützmauern. In der Einfahrt gibt es einen Wappenstein von Maximilian Trauttmansdorff aus dem ersten Drittel des 17. Jahrhunderts.
Der Nord- und der Ostflügel wurden am Anfang des 17. Jahrhunderts ausgebaut. Im Nordflügel sind Holztramdecken aus dieser Zeit erhalten. Im südlichen und im westlichen Flügel befinden sich Stuckdecken von 1771/72. Eine Besonderheit ist das Zimmer im Westflügel mit illusionistischer Wandmalerei von Franz Moser 1784, die exotische Flusslandschaften und (in den Ecken) Gartenlauben darstellt. Das Aussehen der Tiere ist stark verfremdet und zeigt, dass dem Maler die persönliche Anschauung fehlte.
Die Schlosskapelle stammt aus dem Ende des 17. Jahrhunderts. Sie erhielt 1698 eine Messlizenz. Der Raum wird von einem Spiegelgewölbe mit Stuckaturen von J. Antonio Quadrio, dessen Signatur sich unter dem Fenster befindet, überspannt. In den Feldern der Stuckaturen werden gemalte Szenen aus dem Alten Testament dargestellt. Das am Ende des 17. Jahrhunderts angefertigte Altarblatt des in Schwarz-Gold gefassten Altars stellt Johannes den Täufer dar. Die Glocke der Kapelle wurde 1693 von Florentin Streckfuß gegossen.
An der Zufahrt zum Schloss befindet sich eine Statue der Maria mit Kind aus der Mitte des 17. Jahrhunderts. Sie stammt aus dem Palais Trauttmansdorff in Graz und wurde 1955 restauriert.